# Erdal Kızılçay
Erdal Kızılçay est un musicien d'origine turque. Il joue de nombreux instruments : guitare, basse, batterie, claviers, violon, trompette, etc. Il est principalement connu pour avoir collaboré avec David Bowie dans les années 1980 et 1990.

## Biographie
Installé en Suisse, où il travaille souvent aux studios Mountain de Montreux, Kızılçay collabore pour la première fois avec David Bowie en 1982 sur les démos de l'album Let's Dance, pour lesquelles le producteur Nile Rodgers fait appel à ses talents de bassiste. Sa contribution n'est pas retenue sur l'album final, où les parties de basse sont assurées par Carmine Rojas et Bernard Edwards.
Quatre ans plus tard, en 1986, Bowie produit l'album Blah Blah Blah d'Iggy Pop, sur lequel Kızılçay joue de nombreux instruments : basse, batterie, orgue, synthétiseurs, percussions. La même année, il collabore avec Bowie sur son propre album Never Let Me Down (claviers, batterie, basse, trompette, violon). Il coécrit avec lui la chanson Too Dizzy, ainsi que deux autres titres : When the Wind Blows, pour la bande originale du film éponyme, et Girls, offerte à Tina Turner. Leur collaboration est la plus étroite sur The Buddha of Suburbia (1993), qu'ils enregistrent presque seuls aux studios Mountain. Sa dernière participation à un album de Bowie a lieu en 1994, lorsqu'il participe aux improvisations en studio qui servent de matériau de base à 1. Outside. Bowie ne fait plus jamais appel à lui par la suite.
Kızılçay accompagne également Bowie sur les tournées Glass Spider Tour en 1987, où il joue des claviers et d'instruments divers, et Sound + Vision Tour en 1990, où il tient la basse.

## Éléments de discographie
- 1986 : Blah Blah Blah d'Iggy Pop
- 1987 : Never Let Me Down de David Bowie
- 1992 : Jacques Dutronc au Casino de Jacques Dutronc
- 1993 : The Buddha of Suburbia de David Bowie
- 1993 : When I Was a Boy de Jane Siberry
- 1995 : 1. Outside de David Bowie
- 1995 : Brèves Rencontres de Jacques Dutronc